# Alí Mardan Khan Xamlu
Alí Mardan Khan Xamlu fou un polític persa del segle xviii. Nàdir-Xah Afxar el va enviar com a ambaixador a Delhi i posteriorment a l'Imperi Otomà.